# ラシッド・ドスタム
アブドゥル＝ラシード・ドスタム（ダリー語: عبدالرشید دوستم、ウズベク語: Abdul Rashid Doʻstum / Абдул Рашид Дўстум、Abdul Rashid Dostum, 1954年3月25日前後 - ）は、アフガニスタンの軍人、政治家。ソ連侵攻に伴うアフガニスタン紛争中、人民民主党政府の陸軍司令官から転向し、ウズベク系軍閥「イスラム民族運動」の司令官となり、他の軍閥としのぎを削った。数々の変節に加え、内戦を通じて行った捕虜の大量処刑や残虐行為、イスラム共和国政府下においても反乱行為や政敵に対してレイプを行ったとして悪名高い。ハーミド・カルザイ政権では国防副大臣に就任、アシュラフ・ガニー政権では第一副大統領、国防次官、参謀総長、元帥を務めた。
2021年ターリバーン攻勢によるターリバーンの政権復帰で、ウズベキスタンへ国外逃亡した。
アブドゥルラシード・ドーストム、アブドゥッラシード・ドーストムとも表記される。「ドスタム将軍」として広く知られている。

## 来歴

### ソ連のアフガニスタン侵攻
1970年代初め、ジャラーラーバード市の空挺部隊に召集。1978年の4月革命まで、アフガニスタン北部のジョウズジャーン州の州都シバルガンの採油労働者だった。1979年から、アフガニスタン人民民主党党員となりパルチャム派に属した。1979年、地方の自警団に勤務。1980年代、ムハンマド・ナジーブッラー政権で軍務に就き、第53歩兵師団長となった。この間、、当時はソ連領だったタシケントで、ソ連KGBの3ヶ月間の将校課程を受けている。同師団は、シャフナワーズ・タナイ国防相の反乱鎮圧に貢献した。

### アフガニスタン内戦
1992年、ナジーブッラー政権が崩壊すると、ドスタムは彼を拘束。その後に誕生したラッバーニー政権に協力の姿勢を見せるが、1994年には離反し、グルブッディーン・ヘクマティヤールと共同して首都カーブル攻撃に加わった。ターリバーンが台頭すると再び政府側につき、1997年5月にはマザーリシャリーフに攻勢を仕掛けたタリバンを撃退した。この際、3000人のターリバーン兵士が殺害され、ターリバーンは大打撃を受けた。しかし、部下であったアブドゥル＝マーリクがターリバーンの工作によって寝返った。マーリクは自分の弟が犯した犯罪をドスタムのせいにして告発した。この告発によってドスタムは失脚し、トルコに亡命した。 10月にはトルコから復帰し、マーリクの軍勢を破ってマザーリシャリーフに復帰した。1998年、タリバンは再びマザーリシャリーフに大攻勢を仕掛けた。ドスタムは敗北し、再びトルコに亡命せざるを得なかった。

### アメリカのアフガニスタン侵攻
2001年春、北部同盟の北部総司令官に任命され、再び帰国した。アメリカのアフガニスタン侵攻では、11月にマザーリシャリーフを奪還し（マザーリシャリーフ奪還（11月9日 - 11月10日）、クンドゥーズ包囲戦（11月11日 - 11月23日）で勝利し、タリバン政権の打倒に貢献した。2001年12月、ダシュテ・ライリ虐殺が起きた。

### 新政権下

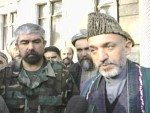
ハーミド・カルザイ（右）とともに（2001年12月24日）

タリバン政権の打倒後、ドスタムはアフガニスタン北部を再び支配しようとしたが、アタ・モハマド・ヌールとの内戦が2003年10月頃まで続いた。その後、政府や国際社会は軍閥解体を進めた。ドスタムは国防次官を解任されそうになったので、辞職して2004年の大統領選挙に出馬し、ジョウズジャーン州で最多得票を得た（78％）。2005年3月、カルザイ大統領はドスタムを参謀総長に任命した。しかし軍閥解体は続き、ドスタムのイスラム民族運動（Junbesh党）も抵抗を続けた。
2008年2月、ドスタムと70人の部下がカブールでアクバル・バイの自宅に押し入り、バイと息子を拉致・監禁して内臓が損傷するほどの暴行を加えた。バイはトルクメン人コミュニティーの指導者で、かつてはドスタムと同盟を結んでいたが、その後に脱退し、ドスタムが敵対者の殺害や反政府暴動を先導したと訴えた。2009年、ダシュテ・ライリ虐殺がアメリカで問題になった。ドスタムの立場は危うい物となり、一時はトルコに出国していたが、カルザイ大統領の再選に協力することで切り抜けた。
2012年6月、ドスタムは自らの政治基盤の一つであるサーレポル州で中国石油天然気集団（CNC）の技術者15人を脅迫して油田調査を妨害したとして、国から調査を受けた。
2013年6月、ドスタムと数十人の護衛がジョウズジャーン州のモハマド・アリーム・サイー知事の自宅に押し掛けて、選挙について話し合いを行い、ロケット弾が発射されるような争いになった。熱心な選挙運動の結果、2014年アフガニスタン大統領選挙ではアシュラフ・ガニー・アフマドザイの第一副大統領候補となり、ガニーが当選すると第一副大統領に就任した。
ドスタムは第一副大統領就任後も地元でターリバーンとの戦いを続けた。軍勢を引き連れてサーレポル州（2015年8月）やジョウズジャーン州（2016年2月）に出向き、戦いの陣頭指揮を執った。2016年12月、ドスタムと5人の護衛がジョウズジャーン州元知事のアハマド・エシュチ（Ahmad Eshchi）をブズカシの会場から拉致監禁し、銃を使って性的に暴行したとして訴えられた。ガニー大統領は法的な解決を約束し、2017年1月にまず5人の護衛を逮捕した。身の危険を感じたドスタムは5月にトルコに出国し、翌年の2018年7月まで帰国しなかった。欧州連合（EU）やノルウェーは共同声明を発表して法的に解決するように求めた。
2017年7月、ドスタム派の警察幹部が陸軍第209軍団の基地内での銃撃戦の末に逮捕された。ドスタム派（Junbish-e-Milli党）は微罪による国策逮捕だとして反発して、バルフ州やジョウズジャーン州、ファーリヤーブ州、サーレポル州、サマンガーン州などで政府庁舎の閉鎖、国境交通の遮断、工場電力の遮断などの抗議活動・暴動を起こした。同月、ドスタム第一副大統領の飛行機がトルコから飛来してバルフ州のマザーリシャリーフ空港に着陸しようとしたが、カブールのハミード・カルザイ国際空港に着陸するように命令されたため帰国を断念した。同月、ドスタムはバルフ州のアタ知事やムハンマド・モハッケクと共にアフガニスタン救済連合を結成した。
ドスタムは2019年の大統領選挙ではアブドラ・アブドラ行政長官を支持した。ドスタムは支持者の前でガニー大統領は鹿の角を折れないが自分は折れるアピールした。またガニー大統領は政府の力の使い方を間違っている。私は政府の一員として治安軍を政治目的で使わないように要求して認められたが、実行されていないと主張した。別の集会では「政府が自らに任せてくれるならば、タリバンを同国北部から6か月以内に排除できる」と主張し、帰路ターリバーンに襲撃された。一方、ガニー大統領の選挙スローガンが「イジメを終わらせる。法律を守らない強い男と戦う」であったことから、ドスタムはガニー政権自体が法律に違反していると批判した。
大統領選挙は暫定結果で劣勢だったアブドラ側が不正選挙を主張したため結果の確定が遅れ、選挙管理委員会は2020年2月18日にようやくガニー再選を確定させた。これに伴いドスタムは第一副大統領を退任した。5月17日にアブドラは選挙結果を承認し、ガニー大統領との間で和解が成立した。和解時に署名された文書の規定により、ドスタムは元帥に叙されている。

### タリバンの全土掌握
2020年2月29日、アメリカ合衆国とターリバーン間で和平合意が締結された。2021年5月1日、駐留米軍が撤退を開始すると2021年ターリバーン攻勢が始まり、各地でアフガニスタン軍は敗走した。これを受けドスタムは療養先のトルコから8月4日に帰国したものの、拠点であったマザリシャリフが15日までに陥落したためウズベキスタンへ逃亡した。現在はトルコに滞在中とされている。
2022年5月17日にはトルコの首都アンカラで「国民抵抗高等評議会」の初会合を開いてアフガニスタン各民族のうち有力者約40人が参加し、ターリバーンに国全体を包摂する政権の樹立を呼び掛け、拒否された場合は武力闘争も辞さない姿勢を示した。

## 人物
ジョウズジャーン州シバルガン郡ホジャドゥクフ村の農民の家庭に生まれた。父はウズベク人（又はキプチャク人）で、 母はトルクメン人である。
彼は数々の戦争犯罪や極めて残虐な行為、変節を繰り返し、政敵に対する拷問、レイプを企ててきたとして悪名高い。しかしながら彼は、イスラム主義勢力が強いアフガニスタンでは世俗主義的な環境で育ち、宗教的に過激なところはなく、彼の統治下では、住民に対する締め付けは緩やかだったともされる。また、旧共産政権下で軍人、官僚だった者達にとっては、ドスタム以外に頼れる人物は存在しない。

### 家族
妻帯。1男（ボトゥール・ドスタム）を有する。

### 叙勲
アフガニスタン英雄（2度。1度目は1986年のカンダハールでの戦闘に対して。2度目は1988年のタナイ反乱の鎮圧に対して）